# Зуботехничка школа Звездара
Зуботехничка школа Звездара је средња школа основана 1995. године. Налази се на Звездари, у улици Милана Вукоса 63 у Београду. Та улица се до априла 2021. године звала Станка Враза.

## Опште информације
Школа је основана 25. маја 1995. године одлуком Владе Републике Србије, са седиштем у Фабрисовој улици 10. У то време у школи, ученици су се образовали на профилима зубни техничар и стоматолошка сестра - техничар у областима здравство и социјална заштита. Тада је профил зубни техничар похађало 719 ученика распоређених у 17 одељења, док је образовни профил стоматолошка сестра техничар похађало 289 ученика распоређених у 9 одељења. Простор школе у то време није био довољан да се смести овај број ученика, па су ученици користили просторије основне школе „Војвода Мишић” на Савском венцу.
Због промене друштвених околности, током двехиљадитих година почело је да расте интересовање за ову школу, повећан је број ученика, а простор је постао мали. Након иницијативе за проширење објекта, школа се преселила у зграду основне школе „1300 каплара” у улици Станка Враза 63 на Звездари. Од 2003. године седиште школе налази се у овој згради, где се одвијају наставне и ваннаставне активности. Поред наставе обављају се и вежбе за оба образовна профила. За образовни профил стоматолошка сестра - техничар, вежбе се обављају на клиникама Стоматолошког и Медицинског факултета, а блок настава на Стоматолошком факултету, у свим домовима здравља и на Војномедицинској академији.
У школи се налази 12 класичних учионица, 9 лабораторија, неколико кабинета за информатику и здравствену негу и прву помоћ, као и зубна амбуланта. Организован је рад рецитаторске и драмске секције.